# Cristina Fonseca
Cristina Fonseca (Ourém, 14 de Novembro de 1987) é uma empreendedora portuguesa, Angel Investor e engenheira, mais conhecida como uma das fundadoras do Talkdesk, um software de help desk baseado no cloud que se tornou o terceiro " unicórnio " de Portugal após levantar US $ 100 milhões em financiamento da série B sendo avaliada em mais de US $ 1 bilhão em outubro de 2018.
Cristina frequentou o Instituto Superior Técnico da Universidade Técnica de Lisboa de Lisboa, onde estudou telecomunicações e engenharia de redes. Alguns anos mais tarde Cristina participou do Global Solutions Program na Singularity University e especializou-se em Inteligência Artificial.
Em 2018, a Fonseca tornou-se um parceiro de risco no Indico Capital Partners, o primeiro fundo privado de capital de risco português a investir em startups de Portugal e Espanha em fase inicial, com foco na tecnologia.

## Prémios e Reconhecimentos
Em 2016, Cristina foi destaque na lista Forbes 30 Under 30 sob a categoria de tecnologia corporativa e em 2017 ela se tornou uma contribuinte da Agenda para o Fórum Econômico Mundial.
Em 2019 é-lhe atribuído o Prémio Revelação Dona Antónia Adelaide Ferreira.